# Leptochiton cancellatus
Leptochiton cancellatus é uma espécie de molusco pertencente à família Leptochitonidae.
A autoridade científica da espécie é Sowerby, tendo sido descrita no ano de 1840.
Trata-se de uma espécie presente no território português, incluindo a zona económica exclusiva.